# Економі (Пенсільванія)
Економі (англ. Economy) — місто (англ. borough) в США, в окрузі Бівер штату Пенсільванія. Населення — 9098 осіб (2020).

## Географія
Економі розташоване за координатами 40°38′33″ пн. ш. 80°11′10″ зх. д. / 40.64250° пн. ш. 80.18611° зх. д. (40.642533, -80.186188).  За даними Бюро перепису населення США в 2010 році місто мало площу 46,44 км², з яких 46,32 км² — суходіл та 0,13 км² — водойми.

## Демографія
Згідно з переписом 2010 року, у селищі мешкало 8970 осіб у 3623 домогосподарствах у складі 2809 родин. Густота населення становила 193 особи/км².  Було 3797 помешкань (82/км²).
Расовий склад населення:
| - 98,2 % — білих - 0,6 % — чорних або афроамериканців - 0,4 % — азіатів - 0,1 % — корінних американців |

До двох чи більше рас належало 0,6 %. Частка іспаномовних становила 0,8 % від усіх жителів.
За віковим діапазоном населення розподілялося таким чином: 18,7 % — особи молодші 18 років, 64,4 % — особи у віці 18—64 років, 16,9 % — особи у віці 65 років та старші. Медіана віку мешканця становила 47,1 року. На 100 осіб жіночої статі у селищі припадало 98,3 чоловіків;  на 100 жінок у віці від 18 років та старших — 96,7 чоловіків також старших 18 років.
Середній дохід на одне домашнє господарство  становив 86 037 доларів США (медіана — 75 931), а середній дохід на одну сім'ю — 94 199 доларів (медіана — 85 814). Медіана доходів становила 59 036 доларів для чоловіків та 47 686 доларів для жінок. За межею бідності перебувало 4,4 % осіб, у тому числі 5,2 % дітей у віці до 18 років та 0,9 % осіб у віці 65 років та старших.
Цивільне працевлаштоване населення становило 4874 особи. Основні галузі зайнятості: освіта, охорона здоров'я та соціальна допомога — 19,1 %, науковці, спеціалісти, менеджери — 15,5 %, роздрібна торгівля — 13,6 %.